# Marshall (Észak-Karolina)
Marshall település az Amerikai Egyesült Államok Észak-Karolina államában, Madison megyében, melynek megyeszékhelye is. Lakosainak száma 777 fő (2020. április 1.).

## Népesség
A település népességének változása:

| 2010 | 872 |
| 2020 | 777 |